# Adam Massinger
| Odkryte planetoidy: 7 | Odkryte planetoidy: 7 |
| --------------------- | --------------------- |
| (770) Bali            | 31 października 1913  |
| (776) Berbericia      | 24 stycznia 1914      |
| (727) Nipponia        | 11 lutego 1912        |
| (731) Sorga           | 15 kwietnia 1912      |
| (772) Tanete          | 19 grudnia 1913       |
| (732) Tjilaki         | 15 kwietnia 1912      |
| (785) Zwetana         | 30 marca 1914         |

Adam Massinger (ur. 6 września 1888 w Freudenheim koło Mannheim, zm. 21 października 1914 w Ypres) – astronom niemiecki.

## Życiorys
W 1908 zaczął studiować matematykę i nauki przyrodnicze na Uniwersytecie w Heidelbergu. W 1912 rozpoczął pracę w Landessternwarte Heidelberg-Königstuhl w Heidelbergu, odkrył tam 7 planetoid.
W 1914 roku, na początku I wojny światowej został powołany do służby wojskowej, poległ w bitwie pod Ypres.
Od jego nazwiska pochodzi nazwa planetoidy (760) Massinga.